# Forest Lake (Nouvelle-Zélande)
Pour les articles homonymes, voir Forest Lake.
Forest Lake est une banlieue d’Hamilton située dans l‘Île du Nord de la Nouvelle-Zélande.

## Situation
Elle s'est développée à partir des années 1930.
Elle est centrée autour de la route de Forest Lake qui est empruntée par environ 10 000 véhicules par jour.

## Géographie
Pendant longtemps, une grande partie de la région fut marécageuse. Elle fut asséchée mais le lac Rotokaeo subsiste encore et le terrain reste humide par endroit.

## Toponymie
Forest Lake doit son nom à la forêt qui autrefois entourait complètement le lac Rotokaeo.
Elle n’a pas de limite précise mais est située dans la partie sud de Te Rapa, au nord de Maeroa et à l’ouest de Beerescourt.

## Histoire
Jusqu’à l'invasion du Waikato (en) en 1863, la région s'étendait entre le pa de Mangaharakeke et Kirikiriroa.
Après la confiscation des terres à Waikato (en), des fermes furent créées sur 200 ha du lac Rotoroa (en) jusqu’à Forest Lake Road, propriété de Thomas Jolly, et sur 162 ha vers le nord, propriété de John Carey, un médecin du 4e régiment de Waikato.
Les premières habitations furent celles de la colonie de Laurenson (en), sur Forest Lake Road, près de  Walsh Street, construite pour les ouvriers entre 1914 et 1921, dans le cadre du Workers Dwellings Act de 1910 (loi de 1910 sur les logements ouvriers) , .
La carte de Hamilton de 1927 montre que la majeure partie de Forest Lake avait été construite au nord du ruisseau de Waitawhiriwhiri  dans ce qui a été la paroisse de Pukete, quand la carte avait été établie en 1913.

## Parc Minogue

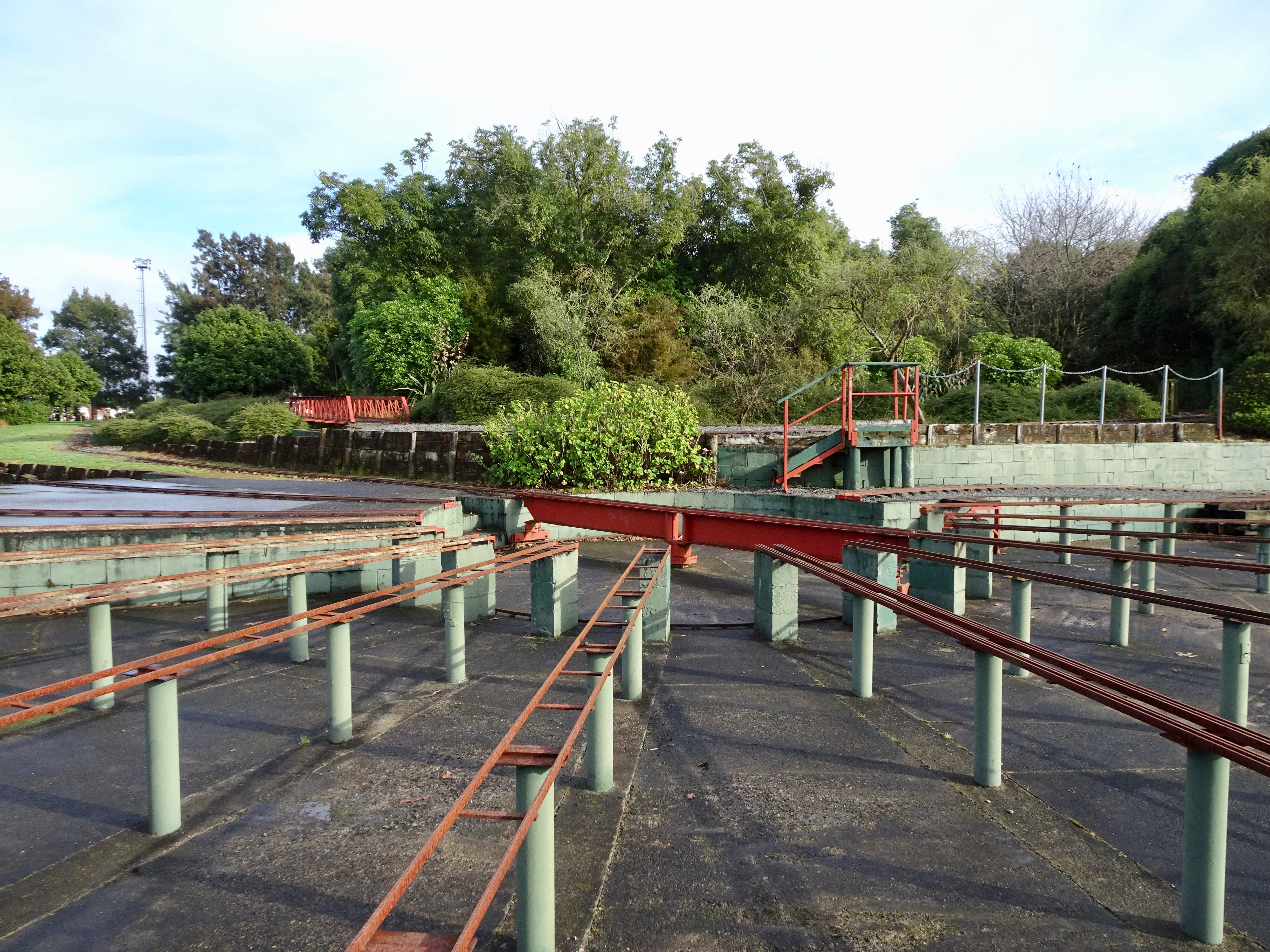
Réseau de chemin de fer en modèle réduit

Le Parc Minogue fut acheté par le conseil d’Hamilton en 1959, puis agrandi en 1964 et en 1973 ; le lac Rotokaeo fut englobé en 1975, puis en 1979 furent ajoutés un terrain de netball, une piste de BMX, un parking, puis en 1992, l'extrémité de Walsh Street en 1992, enfin le terrain de la NZR (en) à l'ouest de Rotokaeo en 2008.
En septembre 1979, il fut baptisé du nom d'un ancien maire Mike Minogue (en).
En 2004, le parc fut classé comme réserve dans le cadre du Reserves Act  de 1977 (en).
Jusqu’en 1979, il y avait un anneau de vitesse (speedway), maintenant remplacé par les terrains de netball, une aire de jeux et la piste de BMX.
Le Model Engineers Club s'est installé dans le parc en 1983 et possède maintenant un réseau de 1,6 km de chemin de fer miniature, une locomotive diesel de 1953 (en) et l'ancien poste d'aiguillage de Frankton (en).
L'aire de jeux fut modernisée en 2015.
Une piste cyclable est prévue (2015) pour relier le terrain de jeux avec Nawton.

### Lac de Rotokaeo
Le nom Rotokaeo en langue maorie se traduit par « lac » (roto) de « moules d'eau douce » (Kaeo (en)).
Il fournit aussi d’autre type d’aliments comme les écrevisses (en) (ou koura), les poissons kokopu (en) et les anguilles d'Australie, des plantes telles que les typhas, le Lygodium ou mangemange (en) et le phormium (en).
La technique de la pêche électrique utilisée en 2009, a permis de trouver aussi des barbottes brunes, des poissons rouges et des gambusies, ainsi que des thunninis.
Le lac est super-trophique (en), ce qui entraine parfois une prolifération d'algues.
Un déversoir maintient l’eau à une profondeur maximale de 1,8 m. Le bassin versant s'étend sur environ 11 ha, et reçoit principalement les eaux pluviales des rues avoisinantes.
Le lac Rotokaeo couvre maintenant 3,1 ha mais s’étendait autrefois vers le sud dans la zone du terrain de netball et de la piste de BMX, qui furent comblés pour faire un terrain de rugby et une piste de stock cars.
Avant l’urbanisation, le lac disposait probablement d'une plus grande surface de tourbière.
Avant 2007, des nymphéas couvraient 86 % du lac attirant de nombreux échassiers limicoles, mais après le désherbage, une étude réalisée en 2008 a révélé la présence de nombreux Canards colverts, pukekos, foulques, grands cormorans, cormorans noirs, cormorans pies, cygnes noirs, bernaches du Canada, bécassines du Japon et des grèbes
Il y a peu de végétation submergée mais des buissons de kahikateas ont été plantés au nord et à l'ouest avec des baumea (en), , mahoe (en), Leptospermum scoparium, Isachne (en) et Hypolepsis distans (en), whekī, mata, turutu (en) et fougères argentées.
Le reste du lac est entouré de Carex virgata (en), kuta (en) et makura (en), Myriophyllum propinquum, Calystegia sepium, phormium, choin et des Coprosma tenuicaulis (en). Les plantes restantes sont l'aulne glutineux, l'arum, le Saule fragile, le Saule cendré, l'Ajonc d'Europe, le Digitaire des marais, l'herbe de la pampa, la Glycérie aquatique, l'Iris des marais, la Myriophylle aquatique et du Chèvrefeuille du Japon .